# کرامه، اردن
کرامه، اردن (به عربی: الکرامة) یک منطقهٔ مسکونی در اردن است که در استان بلقاء واقع شده‌است.